# Raimo Vilén
Raimo Kalevi Vilén (ur. 10 sierpnia 1945 w Artjärvi) – fiński lekkoatleta, sprinter.
Wystąpił na mistrzostwach Europy w 1971 w Helsinkach, gdzie awansował do półfinału biegu na 100 metrów, lecz w nim nie wystartował. Zajął 5. miejsce w biegu na 50 metrów na halowych mistrzostwach Europy w 1972 w Grenoble. Na igrzyskach olimpijskich w 1972 w Monachium odpadł w eliminacjach biegu na 100 metrów i półfinale sztafety 4 × 100 metrów].
Zdobył brązowy medal w biegu na 60 metrów na halowych mistrzostwach Europy w 1973 w Rotterdamie, ulegając jedynie Zenonowi Nowoszowi z Polski i Manfredowi Kokotowi z NRD. Na kolejnych halowych mistrzostwach Europy w 1974 w Göteborgu odpadł w półfinale tej konkurencji. Odpadł w półfinale biegu na 100 metrów i eliminacjach sztafety 4 × 100 metrów na mistrzostwach Europy w 1974 w Rzymie. Na halowych mistrzostwach Europy w 1975 w Katowicach odpadł w półfinale biegu na 60 metrów.
Vilén był mistrzem Finlandii w biegu na 100 metrów w latach 1970–1972, a w hali mistrzem w biegu na 60 metrów w 1971, 1972 i 1975.
Czterokrotnie poprawiał rekord Finlandii w biegu na 100 metrów doprowadzając go do rezultatu 10,0 s (27 lipca 1972 w Helsinkach). Raz ustanowił rekord swego kraju w biegu na 200 metrów czasem 20,8 s (30 czerwca 1972 w Helsinkach). Pięciokrotnie poprawiał rekord swego kraju w sztafecie 4 × 100 metrów do czasu 39,30 s (9 września 1972 w Monachium).